# Шуменська фортеця
Шуменська фортеця (відома в Шумені і як Старе місто) знаходиться на Шуменському плато біля Шумена.

## Географічне розташування
Фортеця розташована в двох кілометрах на захід від міста Шумен. Район був важливим перехрестям маршрутів, що з'єднував дунайський берег (в Сілістрі) з Адріанополем і Константинополем, та північне узбережжя Чорного моря із західними болгарськими землями.

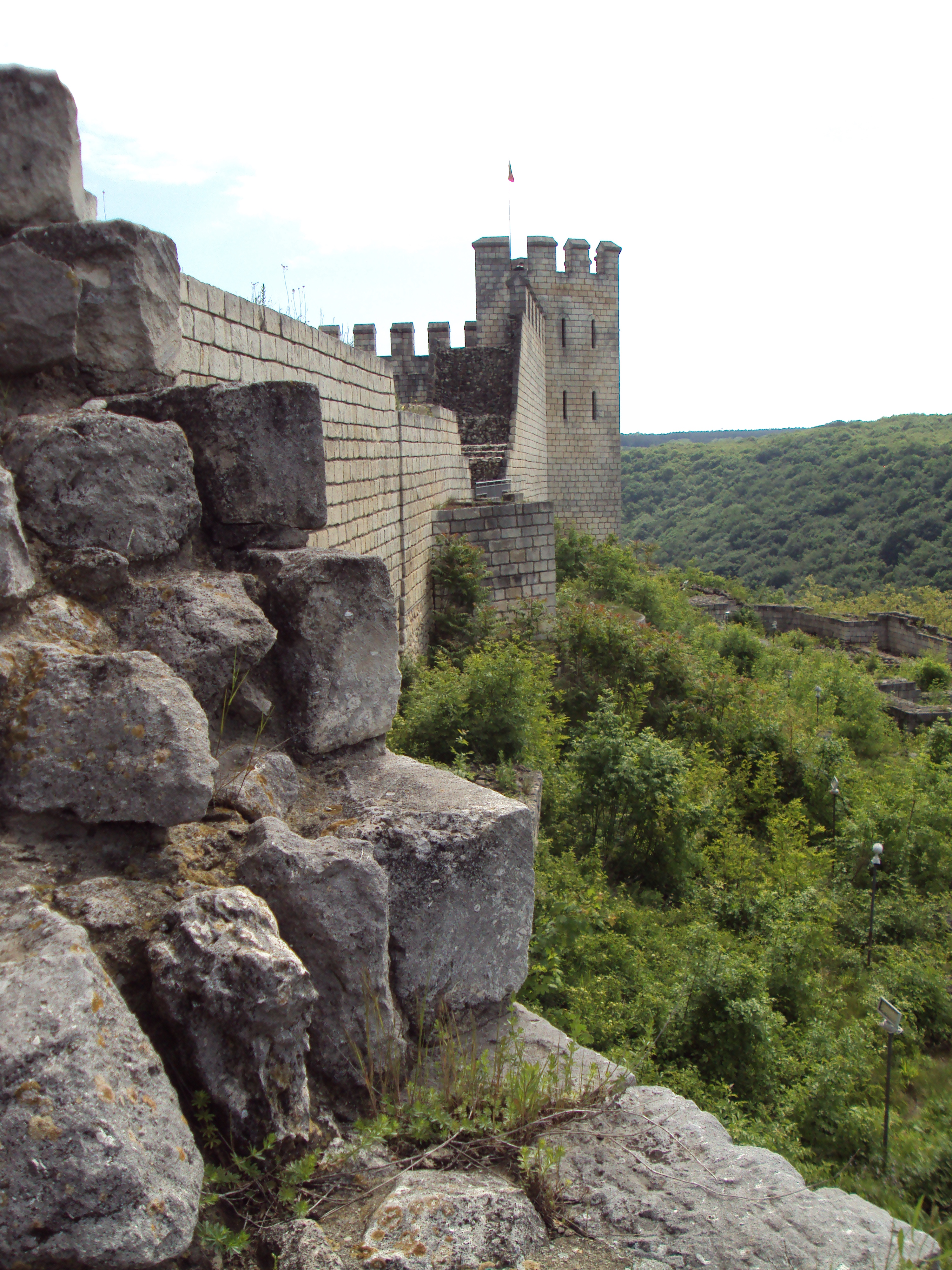
Вид з Шуменської фортеці

## Історія
Місцевість була заселена більше 3000 років тому — археологічні дослідження вказують на те, що місце було заселена вже в 12 столітті до нашої ери. Першими мешканцями були фракійці, ймовірно, з племені гетів. Близько 1200 року до н. е. вони створили перше поселення, яке спочатку не було укріплене. Таким чином, Шуменська фортеця є ровесницею Приамової Трої (точніше VII-го шару Трої). Вважається, що близько 5 ст до н. е. була побудована фортечна стіна, яка сьогодні не збереглася.
У 15 році н. е. римляни завоювали нинішні землі на Дунайській рівнині, а Шуменська фортеця стала римською власністю. Не виключено, що назва фортеці в той час була Даусдава, але це припущення залишається неведеним. Римляни побудували нову стіну, тепер з використанням розчину і вежами — прямокутної і U-подібної форми. Близько 250 року готи знищують твердиню, але незабаром її відновлюють. У римський період фортеця виконувала головним чином військові функції і стимулювала економічний розвиток сусідніх Марціанополіса (Девня) і Абрітус (Разград).
У 395 році Римська імперія була розділена на Західну і Східну (Візантію), всі болгарські землі залишилися в Візантії. Візантійці збудували нову стіну, вже з п'ятикутними вежами, щоб не бути ураженими при обстрілах кам'яними набоями. У ранній візантійський період Шуменська фортеця є головним виробничим і комерційним центром, монетні знахідки (158 ранньовізантійських монет) свідчать про торговий обмін мешканців міста з далекими куточками імперії. Варварські вторгнення другої половини V століття до середини 7-го століття сприяли руйнації та депопуляції древнього міста. Після приходу Аспаруховських булгар в 680 — 681 рр. територія фортеці увійшла до меж Першої Болгарської держави.

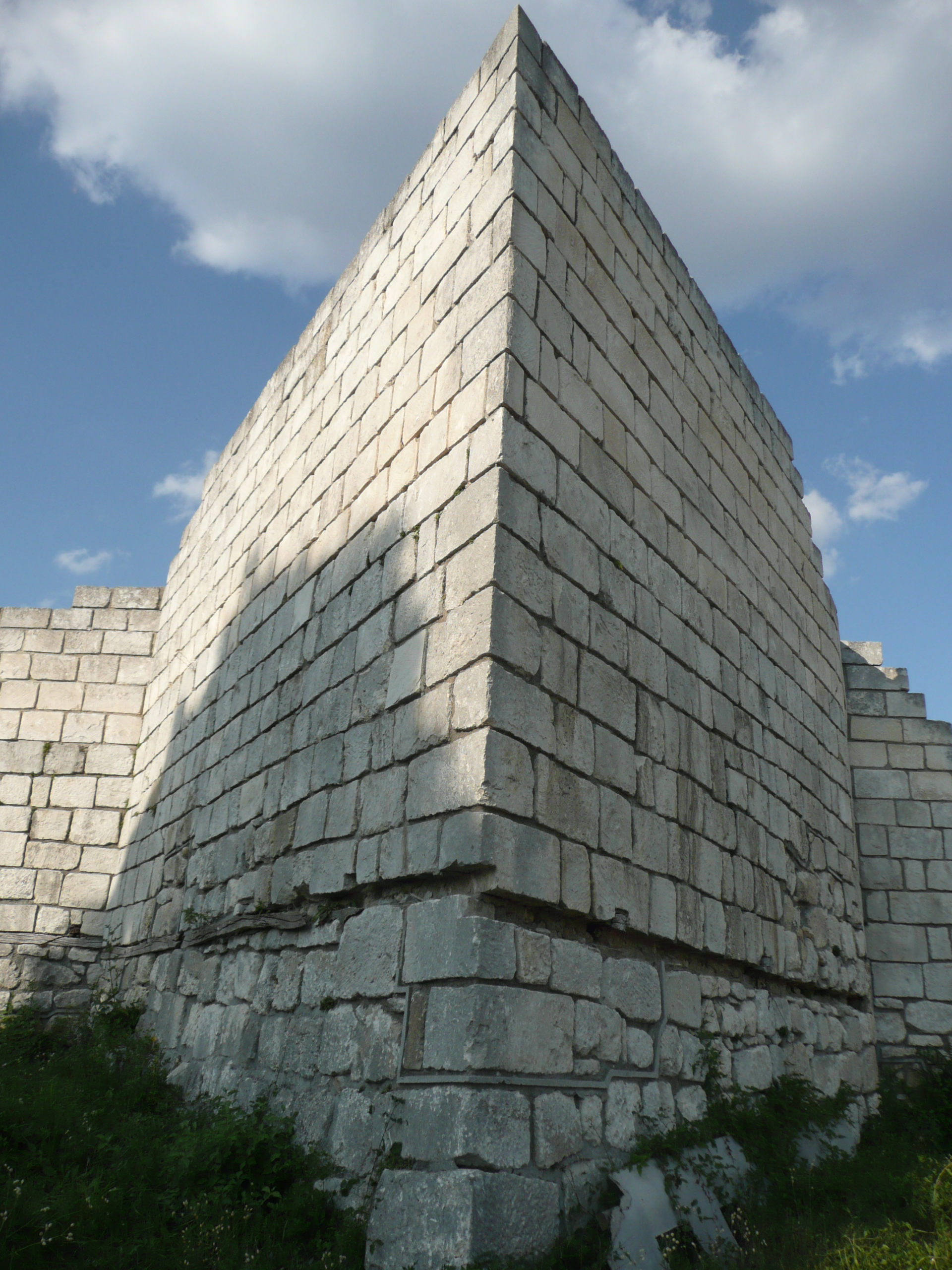
Одна з веж на південно-східній стіні Шуменської фортеці

У 8-му столітті на руїнах пізньої античної фортеці з'явилися житла типу землянок, а відновлення поселення як фортеці поступово проходило у IX — X ст. Болгари не змінюють будову стін, за винятком деяких башт, які перероблюють на трикутні. У 9-му столітті, фортеця знову стала важливим центром і була побудована цитадель, де мешкали губернатори міста. Ймовірно, в цей період з'явилася назва міста — Шумен.

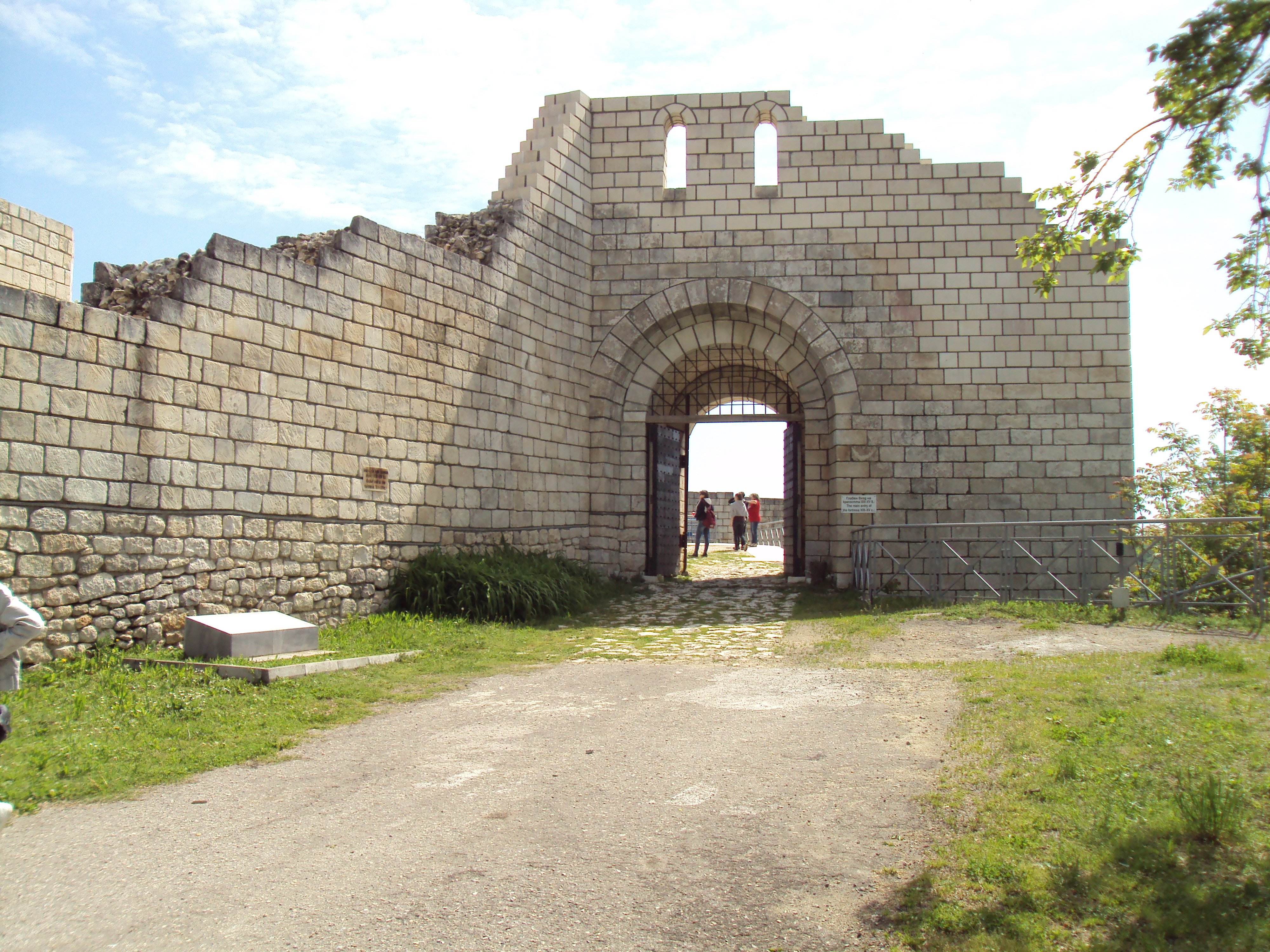
Вид Шуменської фортеці

Через близькість до болгарських столиць Плиска і Великий Преслав фортеця відігравала важливу військову роль під час Першої Болгарської держави, але значно поступалася їхньому економічному значенню.
У 1001 році Шуменська фортеця була завойована візантійцями, а в 30-х або 40-х роках XI століття була зруйнована під час печеніжських вторгнень, але пізніше була відновлена.
Наприкінці XII століття, після визвольного повстання Асеневців, почався період Другої Болгарської держави, і тоді Шумен став одним з найбільш розвинених міст у середньовічній Болгарії. У цей період добре розвинулось землеробство, гончарство (особливо виробництво сграффітокераміки), обробка каменю, металообробка. За часів правління Івана Олександра з'явивася монетний двір, що свідчить про високий розвиток торгівлі. Цар Іван Шишман відвідав фортецю — свідчення її важливості.
У 1388 році, під час походу великого візира Алі-паші проти північно-східної Болгарії, її захопили османські війська. Під час археологічних розкопок не було знайдено слідів руйнації того часу, навпаки, османський шар щільно лягає над шаром Другої болгарської держави, і тому вважається, що фортеця повинна була перейти в османські руки без опору.
Кінець тисячолітньої історії фортеці відбувся в 1444 році. Під час останнього хрестового походу вона була захоплена армією короля Владислава III Ягело після триденної облоги і жорстокого опору османського гарнізону. Це призвело до її спалювання і руйнування, після чого вона було залишена назавжди.

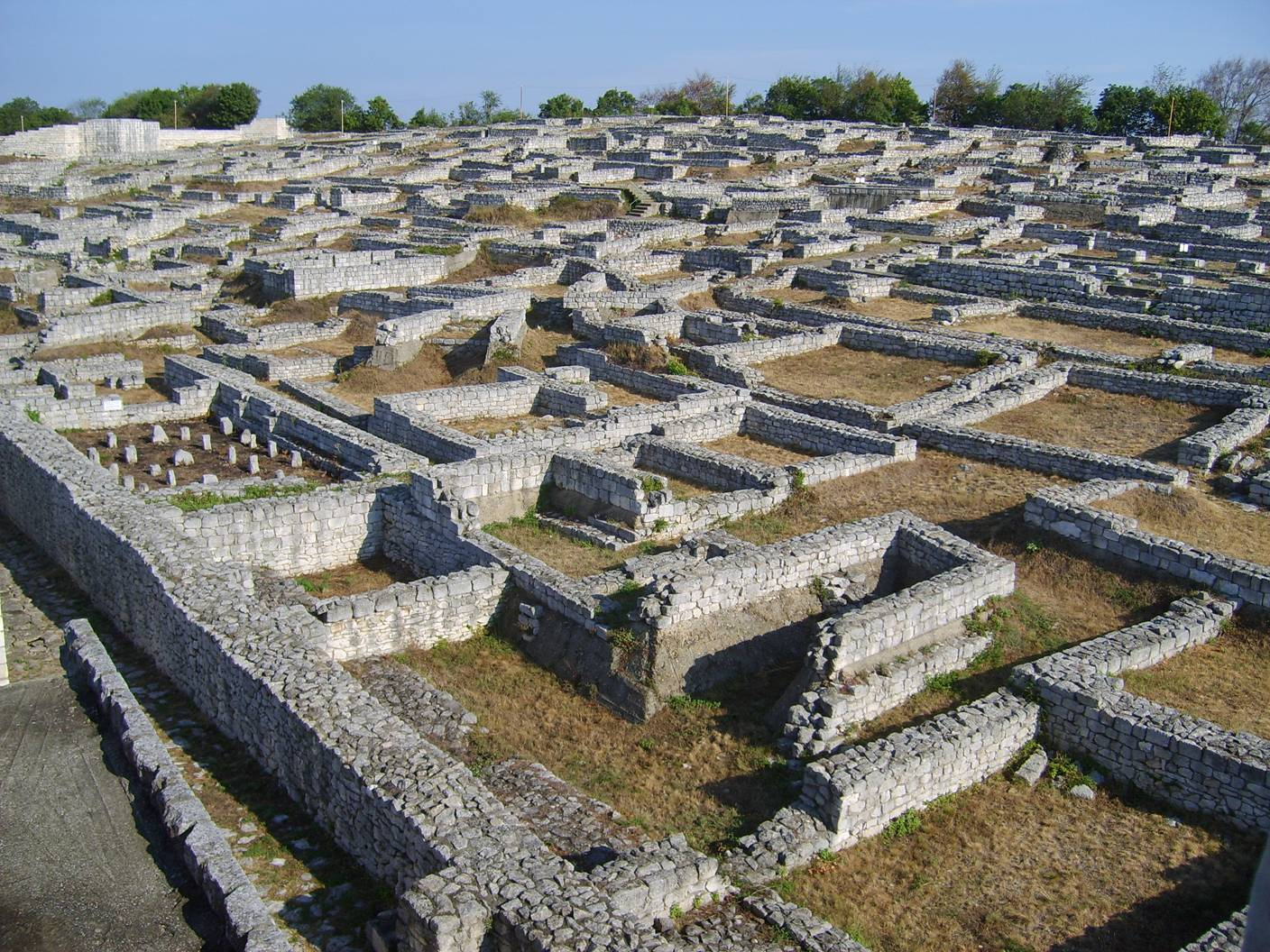
Вид на Шуменську фортецю

## Фортеця сьогодні
Історико-археологічний заповідник «Шуменська крепость» входить до числа 100 національних туристичних об'єктів. Працює цілий рік, є печатка. Також діє музей. Фортеця входить до числа найбільш досліджених археологічних пам'яток Болгарії. Розкопки відбувалися між 1957 і 1987 рр. (найбільш активні в 1974—1981 рр.) під керівництвом Віри Антонової обласного історичного музею Шумена (нині Регіональний історичний музей). Виявлено при цьому три стіни — римську, ранньовізантійську (пізніше болгарську і османську) і періоду Другої болгарської держави, з баштами, характерними для кожного періоду. Також були знайдені залишки ранньовізантійської лазні з дренажним каналом, двома водоймами, 12 церквами (у тому числі з так званим «Культовим центром», де знаходяться фундаменти чотирьох церков в одному місці), цитадель. Серед знахідок варто згадати: Шуменський напис царя Івана Шишмана, де розповідається про візит правителя до Шумена (назва міста написана вже саме так); плитка з зображенням танцюючого чоловіка (можливо, протоболгарського шамана — питання залишається відкритим); напис «Остро… богоїн»(за словами Віри Антонової, це перший кириличний напис в Болгарії); сграффіто-кераміка; букетова кераміка троянського типу (доказ того, що тут було поселення в епоху міді); стрічкові аплікації; золоті літургичні судини; велика кількість монет практично всіх періодів.

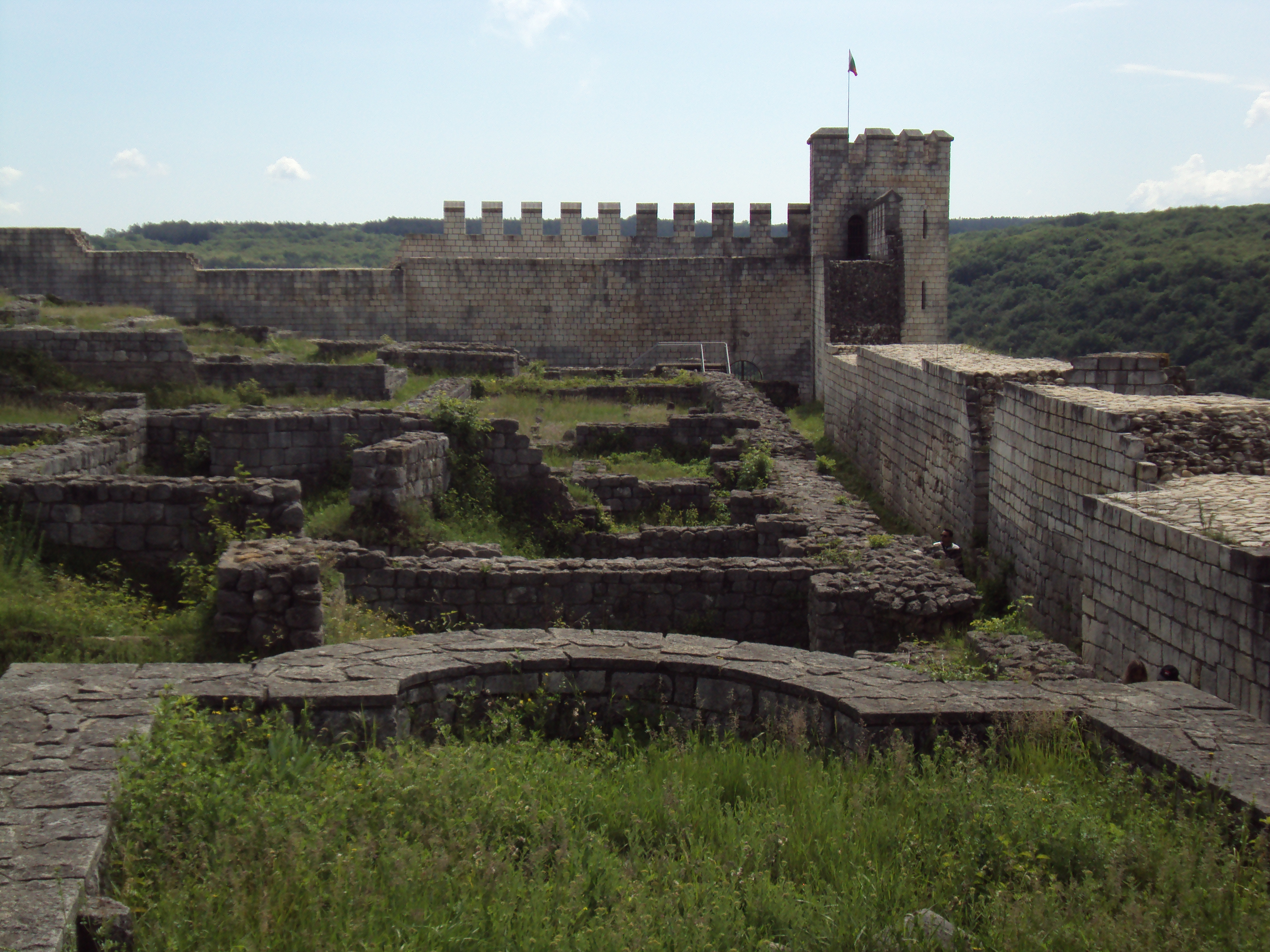
Вид Шуменської фортеці

Загальна площа фортеці становить близько 32 гектарів, але значна частина населення жила поза стінами в передмісті. Фортеця надає багату інформацію про військове, культурне та економічне життя свого часу. Внаслідок археологічних досліджень, що тривають майже 30 років, виявлено достатньо доказів існування організованої виробничої діяльності в середньовічному місті та його околицях. Одним з популярних ремесел було металолитейне, яке тісно пов'язане з виготовленням ювелірних виробів. Підтвердженням цього є різноманітність коштовностей і численні об'єкти християнського культу, знайдені в розкопках (сережки, браслети, кільця, хрести, церковні судини). Більшість з них — мідні і з мідних сплавів (бронза), але є також з дорогоцінних металів (срібло, золото).